# Romanus (tiếm vị)
Romanus (mất năm 470) là kẻ tiếm vị ở Đế quốc Tây La Mã, đã thất bại khi nổi dậy chống lại Hoàng đế Anthemius vào năm 470 trước khi bị hành quyết tại thành Roma.

## Binh nghiệp
Romanus vốn là một Nguyên lão nghị viên La Mã và thuộc giới quý tộc Patricii kẻ đạt tới thứ hạng Magister officiorum trong những thập kỷ cuối cùng của Đế quốc Tây La Mã.  Đồng thời được mọi người biết đến với vai trò là thân tín của Magister militum Ricimer, điều này khiến ông thường hay xung đột với Hoàng đế Anthemius, vừa không tin tưởng vừa chẳng mấy ưa gì Ricimer.
Năm 470, Anthemius lâm bệnh nặng, và người ta đồn rằng có kẻ dùng ma thuật nhằm yểm bùa hoàng đế. Ricimer nhìn thấy cơ hội để lập một vị hoàng đế bù nhìn mới, và bắt đầu đặt nền móng cho việc đăng quang của Romanus. Tuy nhiên, Anthemius cuối cùng đã hồi phục và nghi ngờ một số thủ hạ tâm phúc của Ricimer sử dụng bùa chú để cố trù ông đến chết, bao gồm cả Romanus, kẻ mà ông cho là đang tìm cách tiếm vị xưng đế.  Chính vì thế mà hoàng đế đã hạ lệnh xử trảm Romanus vào năm 470, một hành động mà ông hy vọng sẽ củng cố được ngôi vị của mình.
Trên thực tế, mọi việc đều trái ngược. Ricimer trở nên tức giận về cái chết của Romanus, và là nguyên nhân mà ông ta dùng để chống lại Anthemius, khiến vị hoàng đế này bị phế truất vào năm 472.